# Gajówka Kruszyna
Gajówka Kruszyna – osada leśna w Polsce położona w województwie śląskim, w powiecie częstochowskim, w gminie Kruszyna.